# Bill Clark (basketballer)
William Clinton Clark (Redondo Beach, 15 april 1988) is een Amerikaans voormalig basketballer.

## Carrière
Clark speelde college basketbal voor de Duquesne Dukes, dat speelt in het NABC-district, van 2007 tot 2011. In 2011 werd Duquesne verkozen tot het beste team uit deze competitie: First Team NABC-All District. Hij werd niet gekozen in de NBA draft van 2011 en tekende daarop in de Franse competitie bij tweedeklasser Fos Provence Basket. Het seizoen 2012/13 speelde hij in de Turkse competitie bij tweedeklasser Torku Konyaspor BK.
Hij speelde daarna voor de Franse tweedeklasser Rouen Métropole Basket waarna hij speelde in Cyprus voor GSS Keravnos Nicosia. In januari 2014, vertrok Clark naar Oekraïne om voor MBK Mykolajiv te gaan spelen. Hier speelde Clark echter slechts 14 wedstrijden; vanwege de crisis in het land vertrok hij eerder. In november 2014 werd hij gekozen door de Bakersfield Jam in de NBA D-League Draft in de zesde ronde. Zijn contract werd twee weken later verbroken. Hij speelde in december 2014 voor Al Nasr Riyad uit Saoedi-Arabië.
Daarna tekende hij in december 2014 een contract bij Fos Provence Basket, een team in de Franse tweede divisie als vervanger van de geblesseerde Chris Davis. Hier vertrok hij in januari 2015, om vervolgens een contract tot het einde van het seizoen bij Donar uit Groningen te tekenen. Hierna tekende hij bij het Franse Caen Basket Calvados als vervanger van Jovonni Shuler. In januari 2017 tekende hij bij het Luxemburgse Basket Esch en speelde er tot in april 2017. In mei 2017 speelde hij nog kort voor Chorale Roanne Basket. Hij speelde hierna nog voor het Tunesische ES du Sahel.

## Erelijst
- NBB-Beker: 2015